# Johannes Gruber
Johannes Gruber (Gais, 16 dicembre 1640 – Herisau, 5 aprile 1710) è stato un politico e mercante svizzero. Attivo in redditizi affari commerciali internazionali e investito di alte cariche politiche, fu un esponente di spicco dell'élite di Appenzello Esterno dell'epoca.

## Biografia
Figlio di Konrad Gruber, capitano generale, e di Anna Rohner. Nel 1661 sposò Anna Schiess, figlia di Konrad Schiess, capitano di cavalleria. Fu alfiere di Appenzello Esterno dal 1675 al 1679, capitano generale dal 1679 al 1701, 16 volte inviato alla Dieta federale tra il 1700 e il 1709 e Landamano nei periodi 1701-1702, 1704-1706 e 1708-1709. Fu tra i primi commercianti di tela di Appenzello Esterno: insieme a Konrad Schiess fece iscrivere nel 1663 la sua ditta nel registro dei marchi dei commercianti di Lione. Nel 1693 condusse una compagnia di milizie appenzellesi nei Repubblica delle Sette Province Unite, in seguito comandata dai figli.
Quale Landamano e capo della fazione dei Schiess-Gruber tentò in diverse occasioni di screditare la parte rivale dei Tanner, in particolare accusando ingiustamente il suo predecessore Laurenz Tanner di essersi appropriato indebitamente di fondi pubblici. Perse così progressivamente la fiducia del popolo. Il suo secondo matrimonio con Elisabeth Schiess, figlia di Konrad Schiess, fu celebrato nel 1703 fuori dei confini cantonali dato che, secondo le leggi vigenti, lo stretto legame di parentela con Elisabeth escludeva un'unione matrimoniale. L'ostinato rifiuto di pagare la multa inflittagli per questa ragione e l'abuso del sigillo cantonale a favore del figlio spinsero il popolo a schierarsi definitivamente dalla parte dei Tanner e determinò nel 1709 la sua caduta. Gruber fu inoltre il capo della fazione dei Gruber nel cosiddetto affare Gruber del 1707-1712, una lite ereditaria tra il ramo paterno dei Gruber e quello materno degli Ziegler di un membro della famiglia morto senza discendenza diretta che si legò alle rivalità tra le famiglie dirigenti di Appenzello Esterno.